# Reacción multicomponente
En química, una reacción multicomponente (RMC), a veces nombrada como "Proceso de ensamblaje multicomponente" es una reacción química donde tres o más compuestos reaccionan para formar un único producto. Por definición, las reacciones multicomponente son aquellas donde más de dos reactivos se combinan de forma secuencial para dar productos con alta selectividad que poseen la mayoría de los átomos del compuesto inicial.

## Historia y tipos de reacciones multicomponente

Esquema de la Reacción de Passerini en la que se pueden observar los 3 reactivos necesarios para llevar a cabo la síntesis.

Las reacciones multicomponente se conocen desde hace más de 150 años. La primera reacción documentada fue la síntesis de Strecker de α-aminonitrilos en 1850 a partir de los cuales se pueden obtener α-aminoácidos. Una variedad de RMC se conocen hoy en día, de las cuales las que están basadas en isocianuros son las más documentadas. Otras RMCs incluyen reacciones vía radicales, reacciones de compuestos organoborados y reacciones catalizadas por metales.
Las RMC basadas en isocianuros son las más estudiadas debido a que el isocianuro es un grupo extremadamente reactivo y versátil. Se cree que exhibe resonancia entre las formas tetravalentes y divalentes del carbono. Esto induce a que el grupo isocianuro lleve a cabo reacciones tanto electrofílicas como nucleofílicas en el carbono. La frecuencia de aparición de los isocianuros en productos naturales lo vuelven también un grupo funcional útil. Las dos reacciones multicomponente basados en isocianuros más importantes son la reacción tricomponente de Passerini para producir α-aciloxi carboxamidas así como la reacción Ugi-4 (tetracomponente) que produce α-amino carboxamidas.
Ejemplos de reacciones tricomponente:
- Trimerización de Alquinos: formación de ciclos a partir de alquinos.

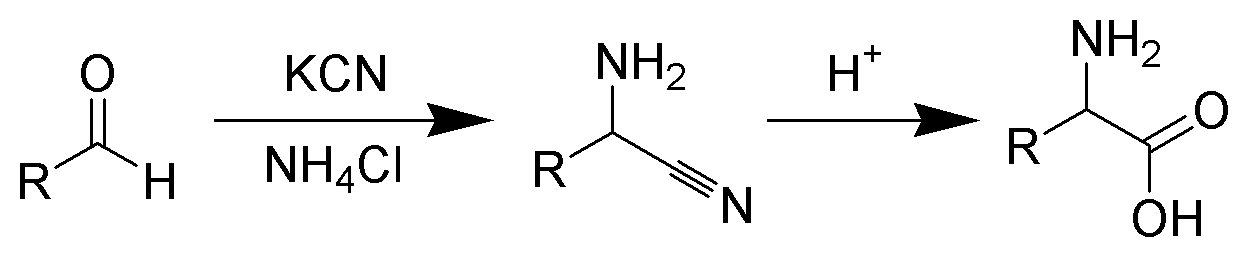
Síntesis de aminoácidos de Strecker en la que se observan los reactivos requeridos.

- Síntesis de aminoácidos de Strecker en la que se observan los reactivos requeridos.Reacción de Biginelli: síntesis de pirimidina a partir de un β-cetoéster, un arilaldehído y urea.
- Reacción de Bucherer-Bergs: síntesis de hidantoínas a partir de aldehídos o cetonas con cianuro de potasio y carbonato de amonio.
- Reacción de Gewald: síntesis de tiofenos a partir de α-cianoésteres, aldehídos o cetonas y azufre elemental.
- Acoplamiento tricomponente de Grieco: síntesis de heterociclos que contienen nitrógeno a partir de aldehídos, anilina y un alqueno rico en electrones.
- Síntesis de piridina de Hantzsch: síntesis de piridina a partir de aldehídos (condensación aldólica) y amoniaco.
- Reacción de Kabachnik-Fields: síntesis de aminofosfonatos a partir de aminas, aldehídos y fosfonatos.
- Reacción de Mannich: síntesis de compuestos β-aminocarbonílicos a partir de aminas, formaldehído y un aldehído o cetona.
- Reacción de Passerini: síntesis de α-aciloxiamidas a partir de un aldehído o cetona, un ácido carboxílico y un isocianuro.
- Reacción de Pauson-Khand: reacción de cicloadición entre un alquino, un alqueno y monóxido de carbono para formar una β-ciclopentenona.
- Reacción de Petasis: síntesis de aminas sustituidas a partir de una amina, un carbonilo y ácido vinílico.
- Síntesis de Strecker: síntesis de α-aminonitrilos a partir de carbonilos, cianuro de potasio y cloruro de amonio. Se pueden obtener aminoácidos a partir de la hidrólisis del producto de la síntesis.
- Reacción de Ugi: forma una diamida a partir de un carbonilo, una amina, un isocianuro y un ácido carboxílico.
- Reacción de Asinger: síntesis de tiazolinas a partir de dos carbonilos, amoniaco, y azufre.
- Reacción de acoplamiento A3: Síntesis de propargil aminas a partir de un Aldehído, un Alquino y una Amina (de ahí las tres A) en presencia de un óxido mixto de hierro y cobre.Reacción multicomponente de Ugi en la que se observan los 4 reactivos necesarios y su ubicación en la molécula final.

Reacción multicomponente de Ugi en la que se observan los 4 reactivos necesarios y su ubicación en la molécula final.

La naturaleza exacta de este tipo de reacción es usualmente difícil de entender. En la teoría de colisiones, una interacción simultánea de 3 o más moléculas diferentes es poco probable, implicando un bajo rendimiento de reacción. Estas reacciones se entienden mejor al visualizarse como una secuencia de reacciones bimoleculares. 
Nuevas RMCs se han encontrado al construir una biblioteca química de química combinacional o al combinar RMC ya existentes. Por ejemplo, una RMC de 7 componentes resulta de la combinación de la reacción de Ugi con la reacción de Asinger. Las RMC son herramientas importantes en el descubrimiento de fármacos y usualmente pueden ser expandidas mediante la síntesis combinatoria, en fase sólida o de flujo al desarrollar nuevas estructuras principales o agentes activos.